# Friedhelm Gehrmann

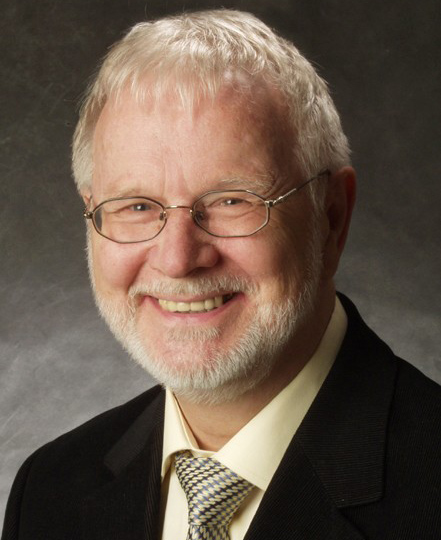
Friedhelm Gehrmann

Friedhelm Gehrmann (* 12. Juni 1939 in Dortmund) ist ein deutscher Wirtschafts- und Sozialwissenschaftler, der seit 1981 Lehr- und Beratungstätigkeiten ausübt und sich auf den internationalen Wissens- und Technologietransfer spezialisiert hat. Gegenwärtig leitet er an der Steinbeis-Hochschule Berlin die Institute „Global Consulting and Government“ und „Renewable Energy, Technology and Management“.

## Leben
Friedhelm Gehrmann wurde am 12. Juni 1939 in Dortmund geboren. Nach dem Studium der Wirtschafts- und Sozialwissenschaften von 1960 bis 1966 an den Universitäten in Saarbrücken, Wien und Münster sowie der Promotion zum Dr. rer. pol. an der Universität Münster im Jahr 1969 begann die Tätigkeit als wissenschaftlicher Assistent an den Universitäten Münster und Augsburg bis zum Jahr 1973.
Es folgte von 1974 bis 1976 ein Forschungsaufenthalt bei der UNO in Genf (Economic Commission for Europe) zum Thema „Erfassung von regionalen Disparitäten in der Stadt- und Regionalforschung durch Wirtschafts-, Sozial- und Umweltindikatoren“. Von 1976 bis 1980 war Gehrmann wissenschaftlicher Referent beim Statistischen Bundesamt und bei der Hessischen Landesregierung.
Im Jahr 1980 erhielt er einen Ruf als Professor an die Fachhochschule des Bundes für öffentliche Verwaltung (FH Bund) in Brühl bei Bonn. Während dieses Zeitraums war er mehrmals an verschiedene Bundesministerien in Bonn abgeordnet. Von 1982 bis 1985 war er Mitglied zur Vorbereitung des Weltkongresses der UNO „1985: Jahr der Jugend“ und Mitglied des Deutsch-sowjetischen Sozialwissenschaftler-Austauschs im Zusammenhang mit der Gromyko-Initiative und der Konferenz über Sicherheit und Zusammenarbeit in Europa. Von 1983 bis 1986 nahm er eine befristete Lehrtätigkeit an der Universität Zürich war und war von 1983 bis 1987 Vorsitzender der Sektion „Soziale Indikatoren“ der Deutschen Gesellschaft für Soziologie.  Nach der deutschen Wiedervereinigung folgte von 1991 bis 1996 eine Professur an der Bauhaus-Universität Weimar und ein Engagement als Berater des Wirtschafts- und des Bauministeriums in Russland zu den Themen „Sanierung von Plattenbauten“ und  „Qualifizierungskonzepte für den Transformationsprozess in Russland“. Zur gleichen Zeit war er im Namen der Treuhandanstalt für Privatisierungen von Unternehmen verantwortlich. Es folgte von 1996 bis 1998 eine Abordnung für eine Sonderaufgabe als wissenschaftlicher Referent für Wirtschaftsfragen an das Bundesministerium des Innern und das Bundesministerium für Arbeit und Soziales.
In den Jahren 2000 bis 2002 war Friedhelm Gehrmann Sprecher des wissenschaftlichen Beirats vom „LERNET“-Programm des Bundesministeriums für Wirtschaft und Technologie sowie Mitglied des Europäischen Instituts für eGovernment. Seit 2004 ist er an der Steinbeis-Hochschule Berlin tätig. Dort leitet er jeweils als Institutsdirektor die Steinbeis-Institute „Global Consulting and Government“ und „Renewable Energy, Technology and Management“. Ein Schwerpunkt der Consulting-Aktivitäten in den Jahren 2011–12 war die Beratung von Ministerien und staatlichen Einrichtungen in Kasachstan, z. B. MINT (Ministry of Industry and New Technologies), NATD (National Agency for Technological Development). Gehrmann wurde weiterhin als Mitglied im Vorbereitungskomitee für die Konferenzen „Astana Economic Forum 2012“ und „World Anticrisis Conference Astana“ berufen; beide Konferenzen standen unter der Schirmherrschaft der Vollversammlung der Vereinten Nationen in New York.
Außerhalb des universitären Bereichs ist Gehrmann geschäftsführender Gesellschafter der von ihm im Jahr 2012 gegründeten IKAT GmbH (International Knowledge and Technology Consulting GmbH). Die Gesellschaft konzentriert sich auf Beratungen im internationalen Wissens- und Technologietransfer.

## Arbeitsschwerpunkte
Der erste Arbeitsschwerpunkt nach der Promotion waren die Analyse und empirische Erfassung von Konjunkturindikatoren und Konjunkturumfragen. Der nächste Themenschwerpunkt konzentrierte sich im Zeitraum 1973 bis 1994 auf „Sozialindikatoren, Sozialberichterstattung und Umweltindikatoren“. Parallel dazu hatte Gehrmann in den Jahren von 1987 bis 1992 den weiteren Arbeitsschwerpunkt „Stadt- und Regionalforschung in Schwellenländern“. Seit etwa 1989 verlagerte sich der Arbeitsfokus zusätzlich auf die Themen „Wirtschafts-Consulting und Technologietransfer in Schwellenländer“.
Aufgrund der Entwicklungen in den Informations- und Kommunikationstechnologien standen im Zeitraum 1993–2003 die Themen „e-Learning, e-Governemnt und e-Business“ im Zentrum. Die Tätigkeiten wurden sowohl für den Public- als auch Private-Sector durchgeführt. Seit dem Jahr 2004 ist Gehrmann Mitglied im Steinbeis-Konglomerat. An der Steinbeis Hochschule leitet er als Institutsdirektor die Institute „Global Consulting and Government“ und „Renewable Energy, Technology and Management“ mit Niederlassungen bzw. Kontaktbüros in Kairo, Tripoli, Teheran, Moskau, Astana, Shanghai und Singapur.
Wegen der durchgeführten Beratungen zu Qualifizierungskonzepten – insbesondere in den Schwellenländern – gewinnt seit etwa 5 Jahren der Arbeitsschwerpunkt „Tools für interaktive multimediale Lehr- und Lernmethoden im Digitalzeitalter“ eine immer größere Bedeutung. Der aktuelle Arbeitsschwerpunkt ist seit 2012 die Analyse und Bewertung von „Technology-Leap-Frogging“ mit dem Schwerpunkt auf „Folgewirkungen von High-Tech-Implementationen in Schwellenländern“. Zu den vorab genannten Arbeitsschwerpunkten ist Gehrmann seit dem Jahr 1972 auf vielfältige Forschungs- und Vortragsreisen unterwegs, so z. B. in die USA, nach Kanada, UdSSR/Russland, Ägypten, Libyen, Iran, Oman, Tunesien, Marokko, Türkei, Kasachstan und viele europäische Länder.

## Schriften (Auswahl)
- Konkurse im Industrialisierungsprozess Deutschlands 1810-1913. Diss., Westfälische Univ. Münster, FB Wirtschafts- und Sozialwissenschaft 1973
- Zur Frage der dynamischen Gestaltung der Konjunkturindikatoren. In: Bernd Biervert, Karl-Heinz Schaffartzig und Günter Schmölders (Hg.), Konsum und Qualität des Lebens. Opladen 1974: S. 199–236
- Anmerkungen zur Frage der Auswirkungen des Aussenhandels auf Einkommensverteilung und Wachstumszyklen. In: Bernhard Gahlen (Hg.), Wachstumszyklen und Einkommensverteilung. Tübingen 1974: S. 299–325
- Einkommen und Konsum alter Menschen. In: Helga Reimann und Horst Reimann (Hg.), Das Alter. München 1974: S. 87–102
- Die Versorgung mit Alteneinrichtungen im Stadt-Umland-Verflechtungsraum. In: Alternativen für die Verstädterung Europas, Hg. von Katrin Lederer und Rainer Mackensen, Berlin 1975: S. A41 ff.
- The usefulness of the “quality-of-life” concept as a tool for Social Planning. Report prepared for “Vienna Center” on behalf of UNESCO: Round-table meeting on “Quality of Life”. Budapest 1975, published in Proceedings of UNESCO
- Urban development indicators of measuring the performance of urban systems. Report prepared for the expert group meeting of Quality of Urban Development, held at United Nations Center for Housing, Building and Planning, 1975 Published in Proceedings of United Nations.
- Informations- und Steuerungsinstrumente zur Schaffung einer höheren Lebensqualität in Städten. Vandenhoeck + Ruprecht Gm, Göttingen 1976, ISBN 3-525-11314-5
- Measuring infrastructure disparities in the 60 largest German cities. Report presented to OECD Special Meeting on “Urban Environmental Indicators”, Environment Directorate. Published in Proceedings of OECD. 1976
- Indikatoren zur Infrastrukturausstattung in Frankfurt, Wiesbaden, Kassel, Offenbach und Darmstadt. In: Institut Wohnen und Umwelt (Hg.) Darmstadt 1976
- Sozialindikatoren zur Erfassung des Versorgungsniveaus: Die Versorgung mit Einrichtungen für alte Menschen. In: Wolfgang Zapf (Hg.), Gesellschaftspolitische Zielsysteme. Soziale Indikatoren IV. Frankfurt 1976
- Traditionelle und anwendungsorientierte Indikatoren zur Ermittlung ausgewählter Infrastrukturparitäten, dargestellt am Beispiel der 60. Grossstädte der BDR. Campus Verlag, Frankfurt 1977, ISBN 3-593-32204-8
- Problematik der Festlegung und Operationalisierung von Normwerten zur Erfassung von Infrastrukturdisparitäten. Campus Verlag, Frankfurt 1978, ISBN 3-593-32332-X
- Methodologische Probleme der Konstruktion international vergleichbarer Indikatoren. Campus Verlag, Frankfurt 1980, ISBN 3-593-32636-1
- Erwartungen von Arbeitnehmern an Sozialbilanzen : Ergebnisse einer empirischen Erhebung. Campus Verlag, Frankfurt 1981, ISBN 3-593-32752-X
- Ansprüche an die Arbeit. Umfragedaten und Interpretationen. Soziale Indikatoren XI. Campus Verlag, Frankfurt 1987, ISBN 3-593-33390-2
- Vom Anspruchs- zum Verzichtdenken: Fakten und Meinungen. Soziale Indikatoren XII. Campus Verlag, Frankfurt 1985, ISBN 3-593-33509-3
- Arbeitsmoral und Technikfeindlichkeit: Über demoskopische Fehlschlüsse. Soziale Indikatoren XIII. Campus Verlag, Frankfurt 1986, ISBN 3-593-33757-6
- Arbeitszeit-Flexibilisierung : tarifpolitische Erfahrungen und neue Modelle in Westdeutschland, Österreich und der Schweiz. Campus Verlag, Frankfurt 1987, ISBN 3-593-33831-9
- Neue Informations- und Kommunikationstechnologien: Ansätze einer gesellschaftsbezogenen Technologieberichterstattung. Campus Verlag, Frankfurt 1987, ISBN 3-593-33776-2
- Praktische Ansatzpunkte für ein Bau-Marketing in mittelständischen Bauunternehmen. In Friedhelm Gehrmann (Hg), Baumarketing in mittelständischen Unternehmen, Weimar 1994: S. 51–110
- Besonderheiten der Sanierung von Pflegeeinrichtungen in Plattenbauweise. In Kooperation mit dem Thüringischen Ministerium für Soziales und Gesundheit und der Deutschen Gesellschaft für Gerontologie und Geriatrie. Weimar 1996
- mit Heiko Schinzer und Alfred Tacke Public E-Procurement. Netzbasierte Beschaffung für öffentliche Auftraggeber und Versorgungsunternehmen. Vahlen, München 2002, ISBN 3-8006-2842-2
- Early detection of innovation and technology trends in times of ongoingmodernisation and restructuring. – Report and lecture prepared for “World Anti-crisis Conference”. Astana 2013